# أوغاو-مايرابالس
بلدية أوغاو-مايرابالس (بالإسبانية: Ugao-Miraballes)‏ هي بلدية تقع في مقاطعة بيسكاي، التي تقع في منطقة الباسك شمالي إسبانيا.

## توأمة
لأوغاو-مايرابالس اتفاقيات توأمة مع:
- مجيك

## وصلات خارجية
- (بالإسبانية)